# آیسمن (فیلم)
آیسمن (انگلیسی: The Iceman) یک فیلم جنایی و زندگینامه‌ای به کارگردانی «آریل ورومن» است که در سال ۲۰۱۲ منتشر شد.
این فیلم دربارهٔ زندگی قاتل زنجیره‌ای مشهور آمریکایی «ریچارد کوکلینسکی» است و نخستین بار در جشنواره فیلم ونیز در سال ۲۰۱۲ به نمایش درآمد. این فیلم در جشنواره بین‌المللی فیلم تورنتو ۲۰۱۲ و جشنواره فیلم تلیوراید نیز به اکران شد و با واکنش‌های مختلف منتقدان مواجه شد.

## بازیگران
- مایکل شنون در نقش «ریچارد کوکلینسکی»
- وینونا رایدر در نقش «همسر کوکلینسکی»
- کریس ایوانز در نقش «رابرت پران» (مستر فریزی)
- ری لیوتا در نقش «روی دِمیو»
- جیمز فرانکو در نقش «مارتی فریمن»
- دیوید شویمر در نقش «جاش روزنتال»
- استیون درف در نقش «جوزف کوکلینسکی»
- رابرت داوی در نقش «لئونارد مارکس»
- ارین کامینگز در نقش «اِلن»
- کریستا کمبل در نقش «اَدل»
- ورونیکا روساتی در نقش «لیوی»
- جان وینتیمیلیا در نقش «میکی شیکولی»
- جی جانونه در نقش «دومینیک پروونتسانو»
- وینسنت فوئنتِس در نقش «جی‌سی»
- اَشلین راس در نقش «اَلکس»
- استیون هینکلی در نقش «زندانبان»